# Arnold Palacios
Arnold Indalecio Palacios (Saipã, 22 de agosto de 1955 – Dededo, 23 de julho de 2025) foi um político das Ilhas Marianas do Norte que serviu como o décimo governador das Ilhas Marianas do Norte, de 9 de janeiro de 2023 até sua morte em 23 de julho de 2025. Anteriormente, ele serviu como 12º tenente-governador das Ilhas Marianas do Norte de 2019 a 2023 e foi membro do Senado das Ilhas Marianas do Norte e da Câmara dos Representantes das Ilhas Marianas do Norte. Membro vitalício do Partido Republicano, ele deixou o partido brevemente entre 2021 e 2024, quando se tornou o primeiro político sem partido a ser eleito governador.

## Morte
Palacios desmaiou em seu escritório no Capitólio em 23 de julho de 2025 e foi transportado de helicóptero para tratamento médico na Guam Regional Medical City em Dededo, Guam. Ele morreu horas depois, aos 69 anos.